# Домініканці в Іспанії
Домініканці в Іспанії
Вихідці з Домініканської Республіки складають близько 1,66 % усіх іноземців в Іспанії. Першою країною — пунктом призначення домініканців в Європі була Іспанія, яка водночас є країною з найбільшою кількістю домініканських мігрантів за межами США.

## Історія
Першою країною-пунктом призначення в Європі, домініканці обрали Іспанію. Перша група приїхала до цієї європейської країни на навчання в університеті, після того як уряд Хуана Боша одержав гранти. Вже після поразки революції 1965 р. відбувся другий масовий від'їзд, оскільки майже 2000 домініканців вирішили проживати на батьківщині.

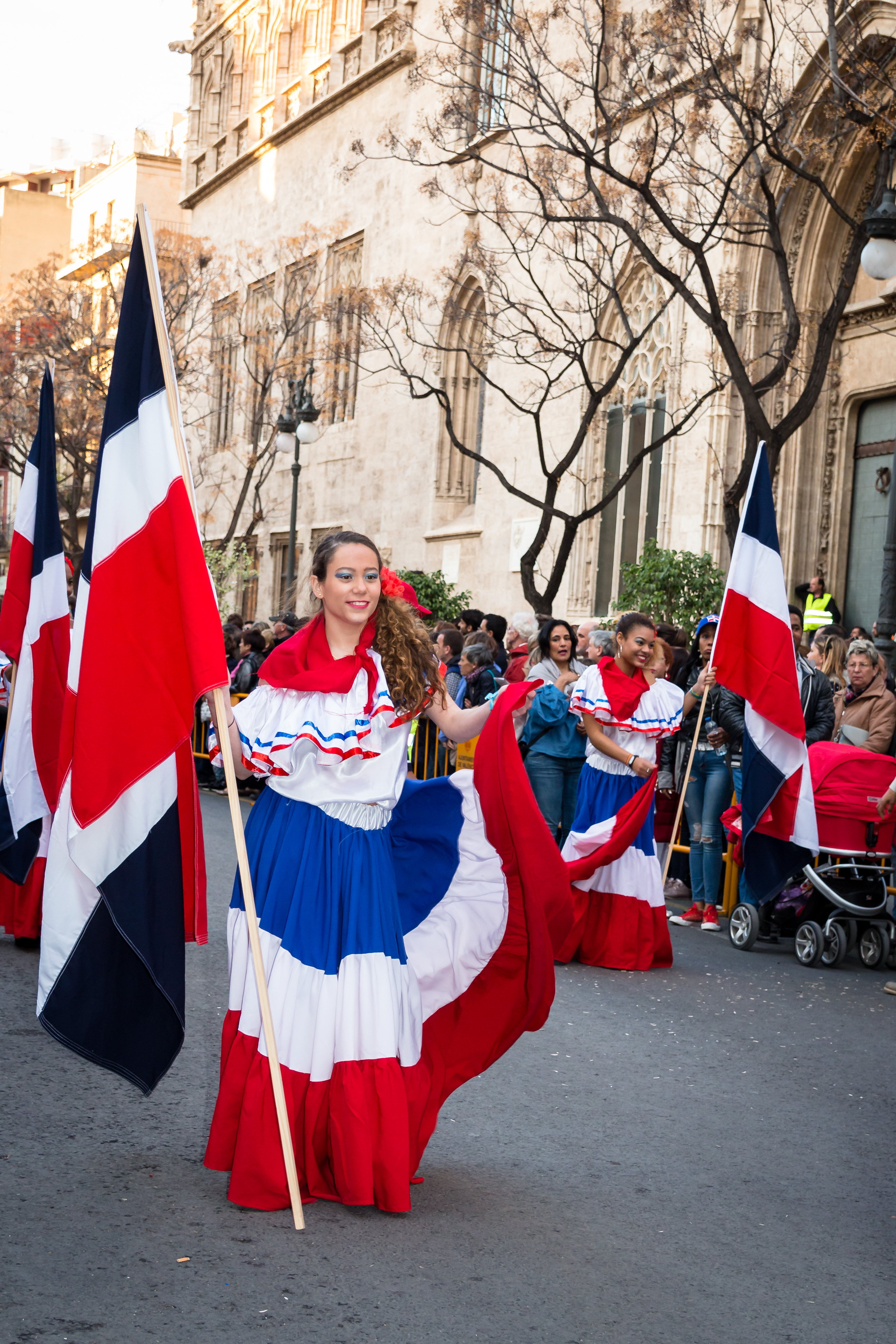
Домініканці в Іспанії танцюють на культурному параді Валенсії.

## Дивитися також
- Відносини Домініканської Республіки та Іспанії;[en]
- Історія Домініканської Республіки;
- Капітанство Санто-Домінго.

## Списки використаних джерел
1. «Población (españoles/extranjeros) por País de Nacimiento, sexo y año [Архівовано 7 вересня 2021 у Wayback Machine.]». Instituto Nacional de Estadística. 2018. Retrieved 26 January2019.
2. ^ «Población extranjera por Nacionalidad, comunidades, Sexo y Año [Архівовано 21 лютого 2022 у Wayback Machine.]». Instituto Nacional de Estadística. 2018. Retrieved 26 January 2019.